# Ступак Іван Іванович
Іван Іванович Ступак (* 26 березня 1960 — 28 травня 2021 р.,смт. Підгородне Дніпропетровський район Дніпропетровська область;) — народний депутат України VII скликання, член Партії регіонів.

## Освіта
1985 р. — Вища школа КДБ СРСР ім. Ф. Е. Дзержинського, спеціальність «Міжнародні зносини», кваліфікація «Референт країн Сходу».

## Трудова діяльність
1977 — 1978 рр. — слюсар з ремонту автомобілів І розряду Дніпропетровської автоколони № 2191.
1978 — 2007 рр. — служба у Збройних силах.
2007 — 2008 рр. — служба в органах внутрішніх справ УМВС України в Дніпропетровській області.
2008 — 2010 рр. — заступник голови обласної ради по виконавчому апарату — начальник відділу з питань взаємодії з правоохоронними органами та контролюючими органами Дніпропетровської обласної ради.
2010 — 2012 рр. — заступник голови Дніпропетровської облдержадміністрації.
На парламентських виборах 2012 р. був обраний народним депутатом України від Партії регіонів по одномандатному мажоритарному виборчому округу № 26. За результатами голосування отримав перемогу набравши 51,84 % голосів виборців.
Посада — голова підкомітету з питань законодавства про адміністративні правопорушення та організації охорони громадського порядку та громадської безпеки Комітету Верховної Ради України з питань законодавчого забезпечення правоохоронної діяльності.